# Harry Harrison
Harry Harrison (Stamford Connecticut, 12. ožujka 1925.) američki je pisac znanstvene fantastike, autor više od 60 romana, preko sto kratkih priča te oko 40 antologija.

## Životopis
Harrison je maturirao 1943. godine i odmah je unovačen u vojsku, u zrakoplovstvo. Iz tog njegovog iskustva (mržnje prema svemu što je povezano s vojskom) slijedi roman "Bill, galaktički junak". Većina njegovih ranih priča objavljenih u časopisu Johna W. Campbella Astounding često su odražavale interes pisca za teme očuvanja okoliša i nenasilno rješavanje sukoba. Danas je najpoznatiji po romanu Make Room! Make Room! koji je poslužio kao predložak za film iz 1973. godine Soylent Green s Charltonom Hestonom u glavnoj ulozi, te po seriji romana "Nehrđajući štakor" (Stainless steel rat). Osim pisanja romana Harrison je pisao scenarije za stripove Flash Gordon i The Saint.

## Privatni život
Harrison je rođen kao Henry Maxwell Dempsey, otac je promijenio obiteljsko prezime u Harrison nedugo nakon sinova rođenja te je Harry tek prilikom vađenja putovnice ustanovio da se službeno preziva Dempsey, te je potom i on (s 30 godina) promijenio prezime u Harrison. Oženio se u lipnju 1954. godine. 1975. preselio se sa suprugom u Irsku gdje i danas živi.

## Nepotpun popis djela

### Prevedeno na hrvatski
- "Svijet smrti" (Deathworld), Zagrebačka naklada, Zagreb, 2000.
- "Nehrđajući štakor" (Stainless steel rat), Zagrebačka naklada, Zagreb, 2004.

### Romani
- Vendetta for the Saint (1964.)
- Plague from Space (1965.)
- Make Room! Make Room! (1966.)
- The Technicolor Time Machine (1967.)
- Captive Universe (1969.)
- The Daleth Effect (1970.)
- Spaceship Medic (1970.)
- Tunnel Through the Deeps (1972.)
- Stonehenge (1972.) (suautor Leon Stover)
- Star Smashers of the Galaxy Rangers (1973.)
- The California Iceberg (1975.)
- Skyfall (1976.)
- The Lifeship (1977.) (suautor Gordon R. Dickson)
- The Jupiter Plague (1982.)
- Invasion: Earth (1982.)
- The QEII is Missing (1982.)
- A Rebel In Time (1983.)
- Stonehenge: Where Atlantis Died (1983.) (suautor Leon Stover)
- The Turing Option (1992.) (suautor Marvin Minsky)

### Serija o Billu, galaktičkom heroju
1. Bill, the Galactic Hero (1965.)
2. Bill, the Galactic Hero on the Planet of Robot Slaves (1989.)
3. Bill, the Galactic Hero on the Planet of Bottled Brains (1990., suautor Robert Sheckley)
4. Bill, the Galactic Hero on the Planet of Tasteless Pleasure (1991., suautor David Bischoff)
5. Bill, the Galactic Hero on the Planet of Zombie Vampires (1991., suautor Jack C. Haldeman II)
6. Bill, the Galactic Hero on the Planet of Ten Thousand Bars (1991., suautor David Bischoff)
7. Bill, the Galactic Hero: the Final Incoherent Adventure (1991., suautor David Harris)
8. Bill, the Galactic Hero's Happy Holiday (kratka priča u zbirci priča Galactic Dreams) (1994.)

### Svijet smrti
1. "Svijet smrti" (1960.)
2. "Svijet smrti 2" (1964.)
3. "Svijet smrti 3" (1968.)

## Vanjske poveznice
- http://www.harryharrison.com/ službene internetske stranice